# نورشناسی فیزیکی
نورشناسی فیزیکی یا اپتیک فیزیکی شاخه‌ای از مطالعه اپتیک‌هاست که در آن به بررسی اثرات، پراش، قطبش و دیگر مواردی که در نورشناخت هندسی یا اپتیک هندسی بررسی نمی‌شوند می‌پردازد که البته در آن مواردی همچون مبحث کوانتوم یا استفاده‌ها در صنعت ارتباطات بررسی نمی‌شوند و این موارد به عنوان زیرمجموعه‌هایی از نظریه همدوسی (انسجام) مطالعه می‌شوند.